# Slowenische Fußballnationalmannschaft/Weltmeisterschaften
Der Artikel beinhaltet eine ausführliche Darstellung der slowenischen Fußballnationalmannschaft bei Fußball-Weltmeisterschaften. Slowenien nahm bisher zweimal an Weltmeisterschaften teil. Slowenien gehörte bis 1991 zu Jugoslawien. Auf dem Gebiet des heutigen Slowenien geborene Spieler spielten bei den WM-Turnieren von 1930 bis 1990 aber keine große Rolle in der jugoslawischen Mannschaft. Lediglich die Slowenen Branko Oblak und Danilo Popivoda sowie Srečko Katanec nahmen 1974 bzw. 1990 für Jugoslawien an den Weltmeisterschaften teil. Die Erfolge der jugoslawischen Mannschaft wurden von der FIFA zunächst der nur noch aus Serbien und Montenegro bestehenden Bundesrepublik Jugoslawien, die 1998 unter diesem Namen ebenfalls und dann 2006 als Serbien und Montenegro teilnahm, und nun Serbien zugerechnet, das erstmals 2010 teilnahm.

## Übersicht
| Jahr | Gastgeberland  | Teilnahme bis …    | Letzte(r) Gegner             | Ergebnis | Trainer        | Bemerkungen und Besonderheiten |
| ---- | -------------- | ------------------ | ---------------------------- | -------- | -------------- | --- |
| 1994 | USA            | nicht teilgenommen |                              |          |                | Slowenien war bei Beginn der Qualifikation noch kein FIFA-Mitglied.                                                                           |
| 1998 | Frankreich     | nicht qualifiziert |                              |          |                | In der Qualifikation an Dänemark und Kroatien gescheitert.                                                                                    |
| 2002 | Südkorea/Japan | Vorrunde           | Spanien, Südafrika, Paraguay | 30.      | Srečko Katanec | |
| 2006 | Deutschland    | nicht qualifiziert |                              |          |                | In der Qualifikation am späteren Weltmeister Italien und Norwegen gescheitert, das in den Play-offs der Gruppenzweiten ebenfalls scheiterte.  |
| 2010 | Südafrika      | Vorrunde           | Algerien, USA, England       | 18.      | Matjaž Kek     | |
| 2014 | Brasilien      | nicht qualifiziert |                              |          |                | In der Qualifikation an der Schweiz und Island gescheitert, wobei Island in den Play-offs der Gruppenzweiten ebenfalls scheiterte.            |
| 2018 | Russland       | nicht qualifiziert |                              |          |                | In der Qualifikation an England und der Slowakei gescheitert, die sich als schlechtester Gruppenzweiter aber auch nicht qualifizieren konnte. |
| 2022 | Katar          | nicht qualifiziert |                              |          |                | In der Qualifikation an Kroatien, Russland und der Slowakei gescheitert.                                                                      |

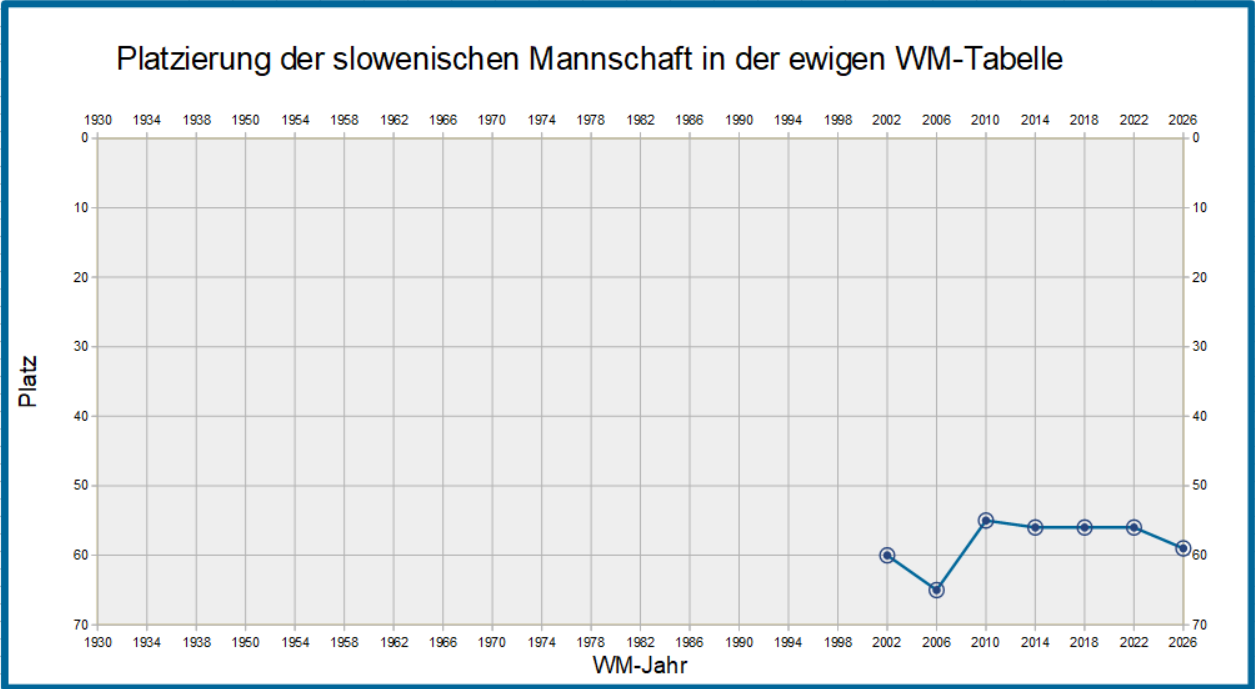
Platzierung der slowenischen Mannschaft in der ewigen WM-Tabelle

Statistik (Angaben inkl. 2022: 22 Weltmeisterschaften; Prozentangaben sind gerundet)
- Teilnahme als Teil Jugoslawiens: 8× (36 %; 1930, 1950, 1954, 1958, 1962, 1974, 1982 und 1990)
- Nicht qualifiziert: 5× (22,7 %; 1998, 2006, 2014, 2018 und 2022)
- Sportliche Qualifikation: 2× (9 % bzw. bei 28,5 % der Versuche)
  - Vorrunde: 2× (9 %; 2002 und 2010)

### WM 1930 bis WM 1990
Slowenien war Teil von Jugoslawien. Jugoslawien meldete sich zu allen Weltmeisterschaften an und konnte sich für acht der 14 WM-Endrundenturniere qualifizieren. Slowenische Spieler kamen aber nur 1974 und 1990 zum Einsatz.

### WM 1994 in den Vereinigten Staaten
Slowenien hatte zwar bereits 1991 die Unabhängigkeit erlangt und war 1992 in die FIFA aufgenommen worden, die Auslosung für die Qualifikation fand aber bereits im Dezember 1991 statt als Slowenien noch kein FIFA-Mitglied war. Jugoslawien, das in Gruppe 5 gelost wurde, wurde vor Beginn der Qualifikation aufgrund von UN-Sanktionen ausgeschlossen.

### WM 1998 in Frankreich
Am 24. April 1996 bestritt Slowenien erstmals ein WM-Qualifikationsspiel und verlor mit 0:2 gegen Griechenland. Auch die beiden folgenden Spiele gegen Dänemark und Bosnien-Herzegowina wurden verloren. Am 2. April 1997 gelang dann mit dem 3:3 gegen Kroatien der erste und einzige Punktgewinn in der Qualifikation. Alle anderen Spiele wurden verloren und als Gruppenletzter konnte sich Slowenien nicht qualifizieren.

### WM 2002 in Südkorea und Japan
Vier Jahre später gelang die Qualifikation als Gruppenzweiter über den Umweg der Playoffs. In der Gruppe mit Russland, der BR Jugoslawien, der Schweiz, Färöer und Luxemburg verlor Slowenien kein Spiel. Da aber auch fünfmal nicht gewonnen wurde, hatten die Slowenen am Ende drei Punkte weniger als Russland und mussten in den Playoffs der Gruppenzweiten gegen Rumänien antreten. Nach einem 2:1 im Hinspiel reichte ein 1:1 im Rückspiel, um sich erstmals für die WM zu qualifizieren.
Beim Endrundenturnier der ersten WM in Asien traf die Mannschaft im ersten WM-Spiel auf Spanien und verlor mit 1:3. Dabei erzielte Sebastijan Cimirotič das erste WM-Tor für Slowenien. Im zweiten Spiel folgte gegen Südafrika eine 0:1-Niederlage und im letzten Gruppenspiel gegen Paraguay nochmals ein 1:3.

### WM 2006 in Deutschland
Für die zweite WM in Deutschland konnte sich Slowenien in einer Gruppe mit Italien, Norwegen, Schottland, Belarus und Moldau nicht qualifizieren. Slowenien startete zwar mit zwei Siegen – darunter ein 1:0 gegen den späteren Weltmeister Italien – und einem Remis, konnte dann aber vier Spiele nicht gewinnen – davon zwei Niederlagen gegen Norwegen. Ein Sieg gegen die Moldau reichte dann nicht mehr, da die beiden letzten Spiele verloren wurden, so dass am Ende nur Platz 4 heraussprang.

### 2010 in Südafrika

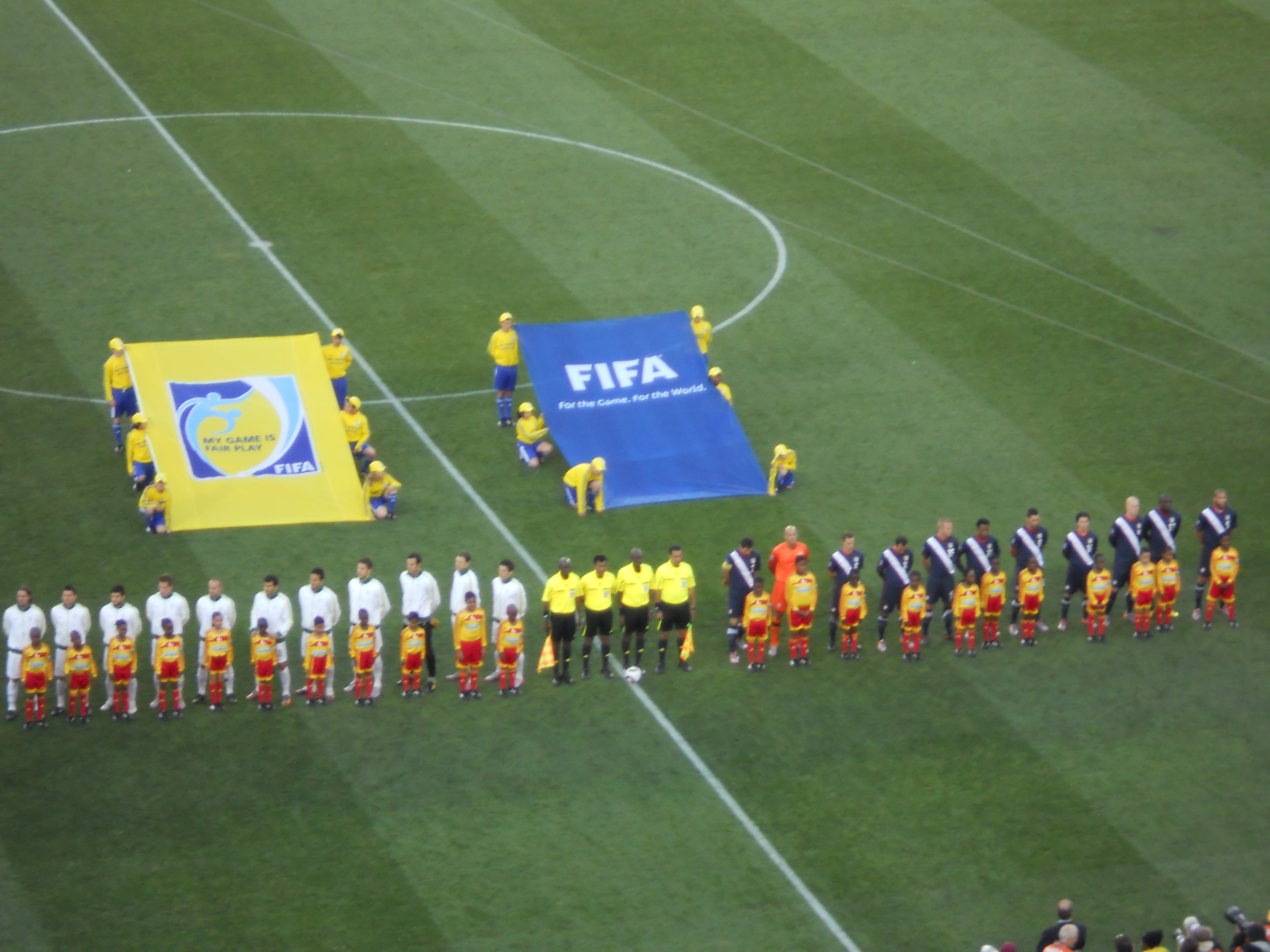
Slowenien und die USA vor dem zweiten Gruppenspiel

In der Qualifikation für die erste WM in Afrika trafen die Slowenen in einer Sechsergruppe auf die Slowakei, die sich erstmals qualifizieren konnte, Nordirland, Tschechien, Polen und San Marino. Mit zwei Punkten Abstand hinter der Slowakei wurde Platz 2 belegt und damit die Playoffs der Gruppenzweiten erreicht. In diesen trafen sie auf Russland und verloren das erste Spiel in Russland mit 1:2. Durch ein 1:0 im Heimspiel qualifizierte sich Slowenien aufgrund der Auswärtstorregel für die WM-Endrunde.
Bei der Endrunde trafen sie im ersten Spiel auf Algerien und gewannen durch ein Tor von Robert Koren erstmals ein WM-Spiel. Im zweiten Spiel gegen die USA mussten sie nach 2:0-Führung zur Halbzeit noch das 2:2 hinnehmen. Das dritte Spiel gegen Ex-Weltmeister England ging dann mit 0:1 verloren, so dass Slowenien als Gruppendritter erneut in der Vorrunde ausschied.

### 2014 in Brasilien
Die Qualifikation für die zweite WM in Brasilien wurde dann wieder verpasst. In einer Gruppe mit der Schweiz, Island, Norwegen, Albanien und Zypern wurde nur der dritte Platz belegt.

### 2018 in Russland
In der Qualifikation für die erste WM-Endrunde in Osteuropa treffen die Slowenen sein September 2016 auf England, die Slowakei, Schottland, Litauen und Malta. Die Slowenen hatten bis zum letzten Spieltag noch die Chance sich zumindest hinter England für die Playoffspiele der Gruppenzweiten zu qualifizieren, benötigten dazu aber einen Sieg gegen Schottland und die Hilfe der Malteser gegen die Slowaken. In der 32. Minute gingen allerdings die Schotten in Führung. Die Slowenen konnten aber 20 Minuten später den Ausgleich erzielen und weitere 20 Minuten später sogar in Führung gehen. Eine Minute vor dem Spielende mussten sie dann aber den Ausgleich hinnehmen und da die Slowaken im Parallelspiel gegen Malta mit 3:0 gewannen, schieden die Slowenen aus. Den Schotten reichte das Remis aber auch nicht, da sie bei gleicher Punktzahl fünf Gegentore mehr als die Slowaken kassiert hatten. Die Slowaken verpassten aber als schlechteste Gruppenzweite die Playoff-Spiele.

### WM 2022 in Katar
Gegner in der Qualifikation waren Vizeweltmeister Kroatien, die Slowakei, Russland, Zypern und Malta. Gegen alle wurde schon in WM-Qualifikationen gespielt. Gegen Kroatien gab es zuvor drei Remis und fünf Niederlagen – zumeist in Pflichtspielen. Gegen die Slowakei gab es zuvor zwei Remis in Freundschaftsspielen, dann drei Siege und zuletzt die erste Niederlage. Gegen Russland war die Bilanz mit zwei Siegen, einem Remis und zwei Niederlagen ausgeglichen. Zypern ist häufigster Gegner der Slowenen. Von zehn Spielen wurden fünf gewonnen, drei endeten remis und zwei wurden verloren. Gegen Malta standen fünf Siege und ein Remis in den Statistiken.
Die Slowenen starteten mit einem 1:0 gegen den Nachbarn Kroatien, verloren dann knapp in Russland (1:2) und Zypern (0:1), kamen gegen die Slowakei zu einem 1:1 und besiegten Malta mit 1:0. Nach einer 0:3-Niederlage beim Vizeweltmeister machte ein 4:0-Sieg auf Malta zwar wieder Hoffnung, durch eine 1:2-Heimniederlage gegen Russland wurde aber die letzte Chance auf die Endrundenteilnahme schon vor den beiden letzten Spielen verspielt. Denn zwar wurden sie in der UEFA Nations League 2020/21 Gruppensieger, aber in der Liga C und damit ist auch dieser Weg verbaut, da es zwei Gruppensieger aus höheren Ligen gibt, die sich nicht als Gruppenzweiter für die Playoffs qualifizieren konnten. Zum Abschluss gab es dann noch ein 2:2 in der Slowakei und ein 2:1 gegen Zypern, was aber aufgrund der schlechteren Tordifferenz nur zum vierten Platz hinter den punktgleichen Slowaken reichte.

### 2026 in Kanada, Mexiko und USA
In der Qualifikation treffen die Slowenen ab September 2025 auf Schweden, die Schweiz und das Kosovo.

## Rangliste der slowenischen WM-Spieler mit den meisten Einsätzen
01. Milenko Ačimovič, Valter Birsa, Mišo Brečko, Aleš Čeh, Boštjan Cesar, Sebastjan Cimirotič, Zlatko Dedič, Samir Handanovič, Bojan Jokić, Amir Karič, Andraž Kirm, Robert Koren, Zlatan Ljubijankič, Željko Milinović, Džoni Novak, Milivoje Novakovič, Milan Osterc, Miran Pavlin, Aleksander Radosavljevič, Mladen Rudonja und Marko Šuler: 3 Einsätze bei einem Turnier

## Rangliste der slowenischen WM-Spieler mit den meisten Toren
01. Milenko Ačimovič, Valter Birsa, Sebastjan Cimirotič, Robert Koren und Zlatan Ljubijankič - alle 1 Tor

## WM-Kapitäne
- 2002: Aleš Čeh
- 2010: Robert Koren

## Slowenische Spieler in der jugoslawischen Mannschaft
- 1930: keine
- 1950: keine
- 1954: keine
- 1958: keine
- 1962: keine
- 1974: Branko Oblak (5), Danilo Popivoda (1)
- 1982: keine
- 1990: Srečko Katanec (3)

## Bei Weltmeisterschaften gesperrte Spieler
- 2002: Nastja Čeh erhielt im letzten Gruppenspiel gegen Paraguay die Rote Karte. Da Slowenien ausschied, hatte diese ebenso keinen weiteren Effekt für das Turnier wie die zweiten Gelben Karten für Amir Karič, Željko Milinović und Miran Pavlin.
- 2010: Bojan Jokić erhielt im letzten Gruppenspiel die zweite Gelbe Karte, die aber keinen Effekt hatte, da Slowenien ausschied.

## Anteil der im Ausland spielenden Spieler im WM-Kader
Legionäre stellten in den slowenischen Kadern immer den Hauptteil der Spieler, zuletzt waren nur noch zwei in Slowenien spielende Spieler dabei, die aber nicht eingesetzt wurden.
| Jahr (Spiele) | Anzahl (Länder) | Spieler (Einsätze) |
| ------------- | --- | --- |
| 2002 (3)      | 18 (4 in Belgien, 4 in Deutschland, 1 in England, 1 in Israel, 1 in Italien, 1 in Japan, 1 in der BR Jugoslawien, 2 in Österreich, 2 in Portugal, 1 in Tschechien)                | Nastja Čeh (2), Mladen Dabanovič (1), Saša Gajser (1), Dejan Nemec (0); Spasoje Bulajič (2), Aleksander Knavs (2), Džoni Novak (3), Rajko Tavčar (1); Mladen Rudonja (3); Milan Osterc (3), Sebastjan Cimirotič (3); Željko Milinović (3); Milenko Ačimovič (3); Aleš Čeh (3), Zoran Pavlovič (0); Miran Pavlin (3), Zlatko Zahovič (1); Goran Sankovič (0)                                                                 |
| 2010 (3)      | 21 (2 in Belgien, 4 in Deutschland, 1 in England, 2 in Frankreich, 1 in Griechenland, 1 in Israel, 4 in Italien, 3 in den Niederlanden, 1 in Polen, 1 in Portugal, 1 in Russland) | Zlatan Ljubijankič (3), Marko Šuler (3); Mišo Brečko (3), Zlatko Dedič (3), Matej Mavrič (0), Milivoje Novakovič (3); Robert Koren (3); Valter Birsa (3), Boštjan Cesar (3); Aleksander Radosavljevič (3); Andrej Komac (2); Jasmin Handanovič (0), Samir Handanovič (3), Bojan Jokić (3), Rene Krhin (0); Tim Matavž (1), Aleksander Šeliga (0), Dalibor Stevanović (0); Andraž Kirm (3); Nejc Pečnik (2); Branko Ilič (0) |

## Spiele
Slowenien bestritt bisher 6 WM-Spiele, davon wurde eins gewonnen, vier verloren und eins endete remis.
Slowenien nahm nie am Eröffnungsspiel teil und spielte nie gegen den Gastgeber, Titelverteidiger oder späteren Weltmeister.
Slowenien traf nie auf WM-Neulinge.
| Alle WM-Spiele |            |                    |          |          |                      |                                                  |
| Nr.            | Datum      | Gegner             | Ergebnis | Anlass   | Austragungsort       | Bemerkungen                                      |
| 1.             | 02.06.2002 | Spanien            | 1:3      | Vorrunde | Gwangju (KOR)        |                                                  |
| 2.             | 08.06.2002 | Südafrika          | 0:1      | Vorrunde | Daegu (KOR)          | Erstes Länderspiel gegen Südafrika               |
| 3.             | 12.06.2002 | Paraguay           | 1:3      | Vorrunde | Jeju (KOR)           | Erstes Länderspiel gegen Paraguay                |
| 4.             | 13.06.2010 | Algerien           | 1:0      | Vorrunde | Polokwane (RSA)      | Erstes Länderspiel gegen Algerien                |
| 5.             | 18.06.2010 | Vereinigte Staaten | 2:2      | Vorrunde | Johannesburg (RSA)   | Erstes Länderspiel gegen die Vereinigten Staaten |
| 6.             | 23.06.2010 | England            | 0:1      | Vorrunde | Port Elizabeth (RSA) |                                                  |

### Höchste Siege und Niederlagen
Der einzige WM-Sieg der slowenische Mannschaft ist auch der höchste Sieg gegen dieses Land:
- Algerien: Vorrunde 2010 1:0 (einziger Sieg gegen Algerien)

Gegen folgende Länder kassierte die slowenische Mannschaft ihre höchsten Niederlagen bei WM-Turnieren:
- Paraguay: Vorrunde 2002 1:3 (einziges Spiel gegen Paraguay)
- Spanien: Vorrunde 2002 1:3
- Südafrika: Vorrunde 2002 0:1 (einziges Spiel gegen Südafrika)

## Besonderheiten
Mit Jasmin Handanovič und Samir Handanovič standen 2010 zwei Cousins im Kader – beide als Torhüter.